# Carlo Manziana
Carlo Manziana C.O. (* 26. Juli 1902 in Brescia; † 2. oder 3. Juni 1997 ebenda) war ein italienischer römisch-katholischer Geistlicher. Er beteiligte sich ab 1943 im Widerstand gegen den Nationalsozialismus und wurde in der Folge ins Konzentrationslager Dachau deportiert. Von 1963 bis 1981 war er Bischof von Crema.

## Leben
Carlo Manziana wuchs in einer der bekanntesten Familien des damaligen Brescia auf und war seit seiner Kindheit mit dem fünf Jahre älteren Giovanni Battista Montini, dem späteren Papst Paul VI., befreundet. Er trat 1924 der Kongregation vom Oratorium des heiligen Philipp Neri bei und empfing am 2. Januar 1927 die Priesterweihe. Noch im selben Jahr musste Manziana mit Lungenproblemen im Krankenhaus behandelt werden. In den folgenden Jahren wirkte er als Religionslehrer an den städtischen Schulen in Brescia. Ab 1937 lehrte er an der wissenschaftlichen Hochschule der Stadt.
Im September 1943 schloss er sich der örtlichen katholischen Widerstandsbewegung gegen den Nationalsozialismus an und wurde schließlich am 4. Januar 1944 verhaftet. Zunächst verbrachte er mehrere Wochen als Häftling in einem italienischen Gefängnis, am 29. Februar 1944 erfolgte seine Deportation ins deutsche KZ Dachau. Dort wurde er in Block 26 untergebracht und zu seelsorgerischen Tätigkeiten verpflichtet. US-amerikanische Truppen befreiten ihn am 29. April 1945, Anfang Juli desselben Jahres konnte Manziana nach Italien zurückkehren. In den folgenden Jahren setzte er seine Tätigkeit als Lehrer fort.
Am 19. Dezember 1963 ernannte ihn Paul VI., sein Kindheitsfreund, zum Bischof von Crema. Die Bischofsweihe spendete ihm am 2. Februar 1964 Giovanni Colombo, Erzbischof von Mailand. Mitkonsekratoren waren sein zurückgetretener Vorgänger Franco Costa und Giuseppe Almici, Weihbischof in Brescia. Manziana nahm bis 1965 an der dritten und der vierten Session des Zweiten Vatikanischen Konzils teil, dessen Reformen er befürwortete und die er im Bistum Crema nach dem Konzil umsetzte. Sein Augenmerk galt dabei unter anderem der Beteiligung der Laien und der Ökumene. Die konziliare Erneuerung brachte er besonders den jungen Seminaristen der Diözese nahe. Unterstützt wurde er dabei vom späteren Patriarchen von Venedig Marco Cé, der damals Rektor des Priesterseminars in Crema war. Hingegen stand er den linken Protesten der 68er-Bewegung kritisch gegenüber.
Am 26. September 1981 nahm Papst Johannes Paul II. sein altersbedingtes Rücktrittsgesuch an. Carlo Manziana starb im Alter von 94 Jahren in seiner Heimatstadt Brescia.